# Stormen Dagmar

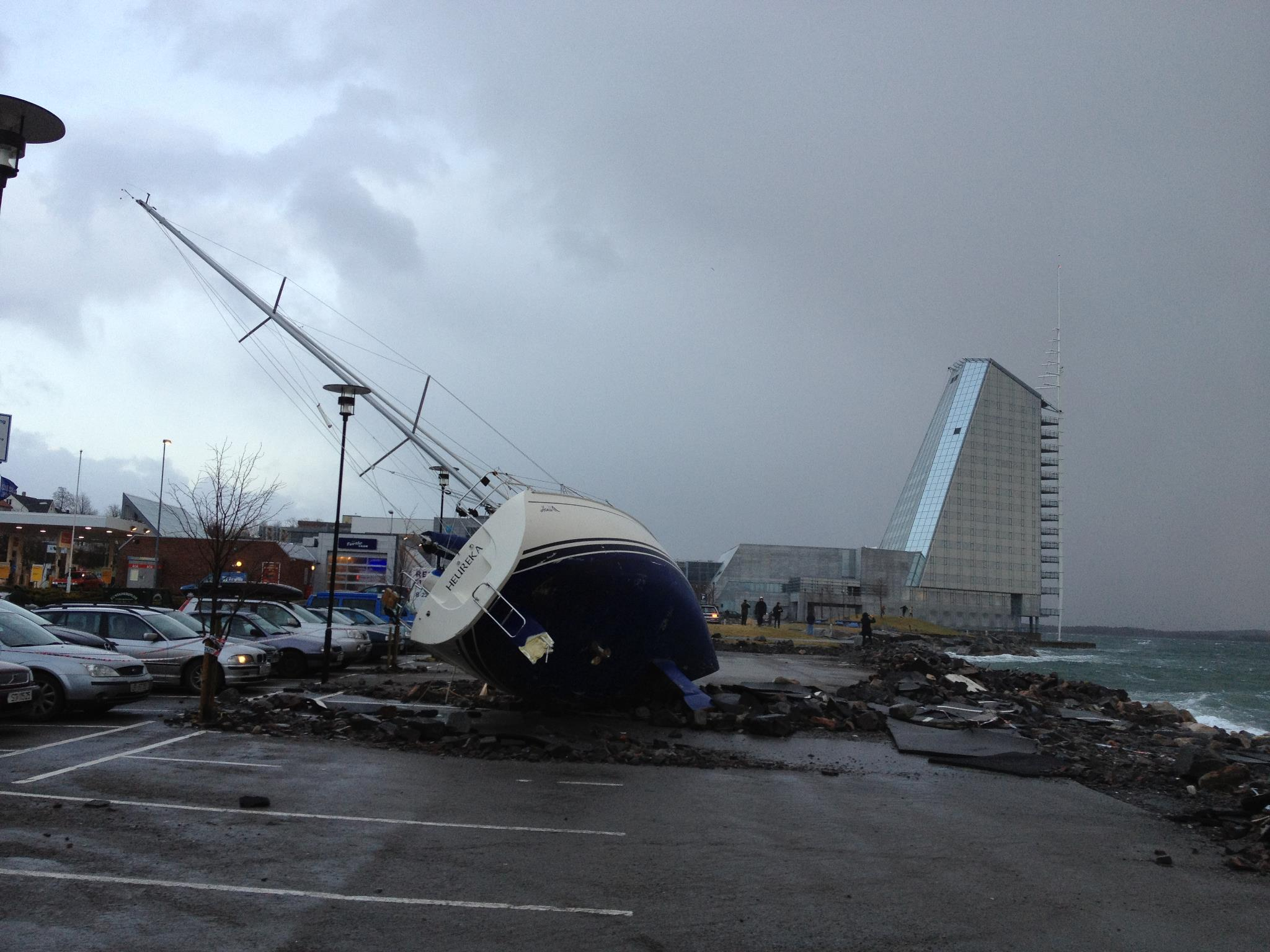
Bild från Norge.

Stormen Dagmar alternativt Orkanen Dagmar, i Finland kallad Tapani ("Stefani") eller stormen under julhelgen var en storm som drabbade Norge, Sverige och Finland natten till den 26 december 2011. Stormen orsakade avbrott i elleveranserna till över en halv miljon abonnenter, minskad täckning i mobiltelefonnäten och förseningar i tågtrafiken. I Norge uppmättes den kraftigaste vindbyn till 55 m/s, också i Finland uppmättes på flera håll 30 m/s. I Sverige registrerades den högsta byvinden i Hemavan med 37 m/s.

## Norge
I Norge var de högsta uppmätta medelvindarna 46 m/s och de kraftigaste uppmätta byarna 55 m/s, vindarna uppfyllde kriterierna för en orkan av kategori 2. I en av de värst drabbade regionerna, Sogn og Fjordane, värderas skadorna på vägnätet till minst 120 miljoner kronor.

## Sverige
I Sverige stoppades tågtrafiken i de norra delarna av landet. Främst berörda områden i Sverige var länen Gävleborg, Västernorrland, Dalarna, Jämtland, Örebro och Stockholm (framför allt i skärgården). Byvindar på över 30 m/s uppmättes. 170 000 abonnenter beräknas ha varit utan ström. För fast telefoni var vid 17-tiden på annandagen ca 36 000 abonnenter utan anslutning. Skogsbolaget Holmen uppskattar att 3 miljoner kubikmeter skog fallit i södra Norrland. Mellanskog beräknar att totalt mellan 600 000 och 700 000 kubikmeter skog har blåst omkull, vilket betyder att värdet på den omkullblåsta skogen beräknas till mellan 200 och 300 miljoner kronor.

## Finland

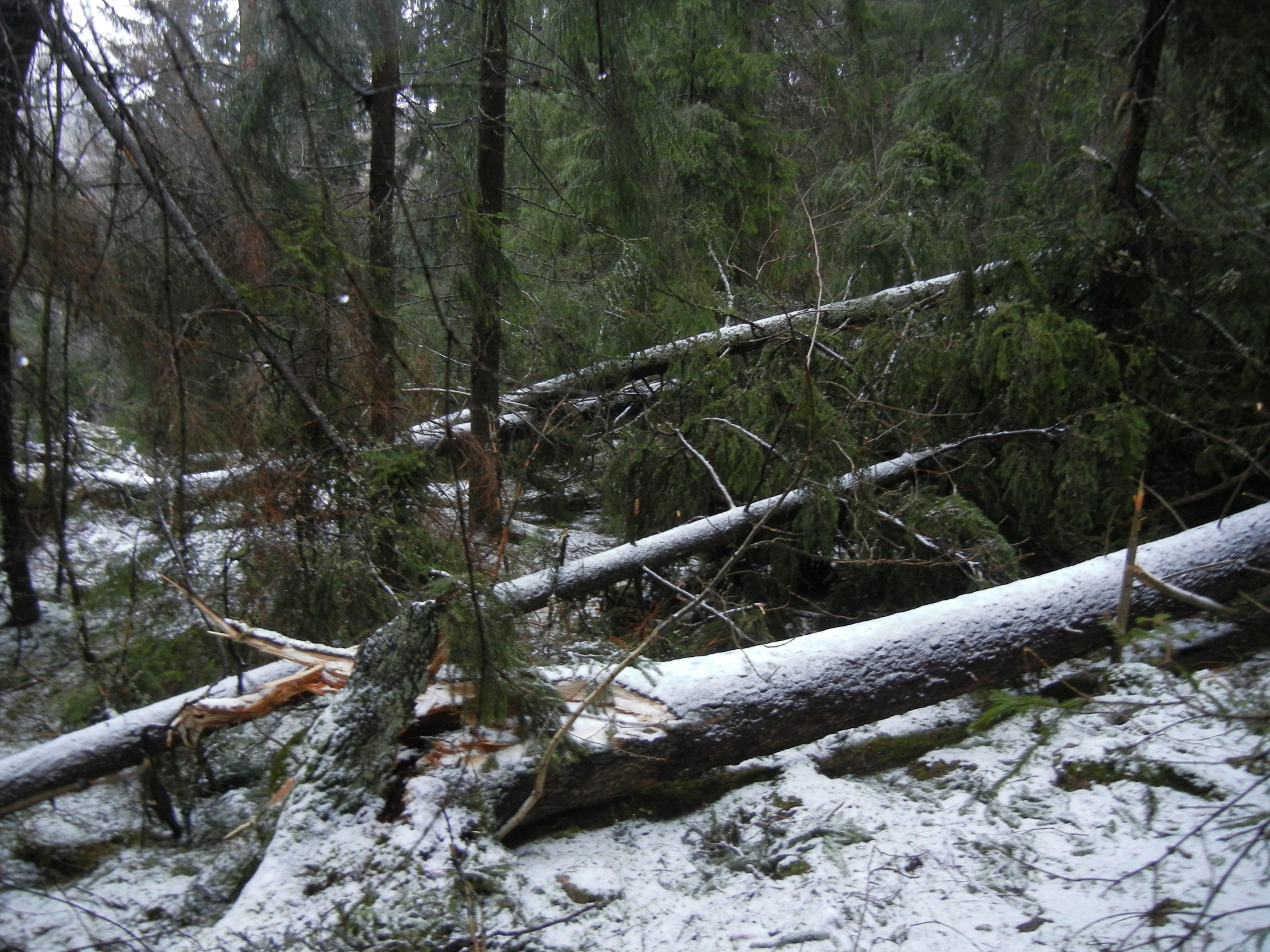
Stormfällda träd i finskt naturskyddsområde.

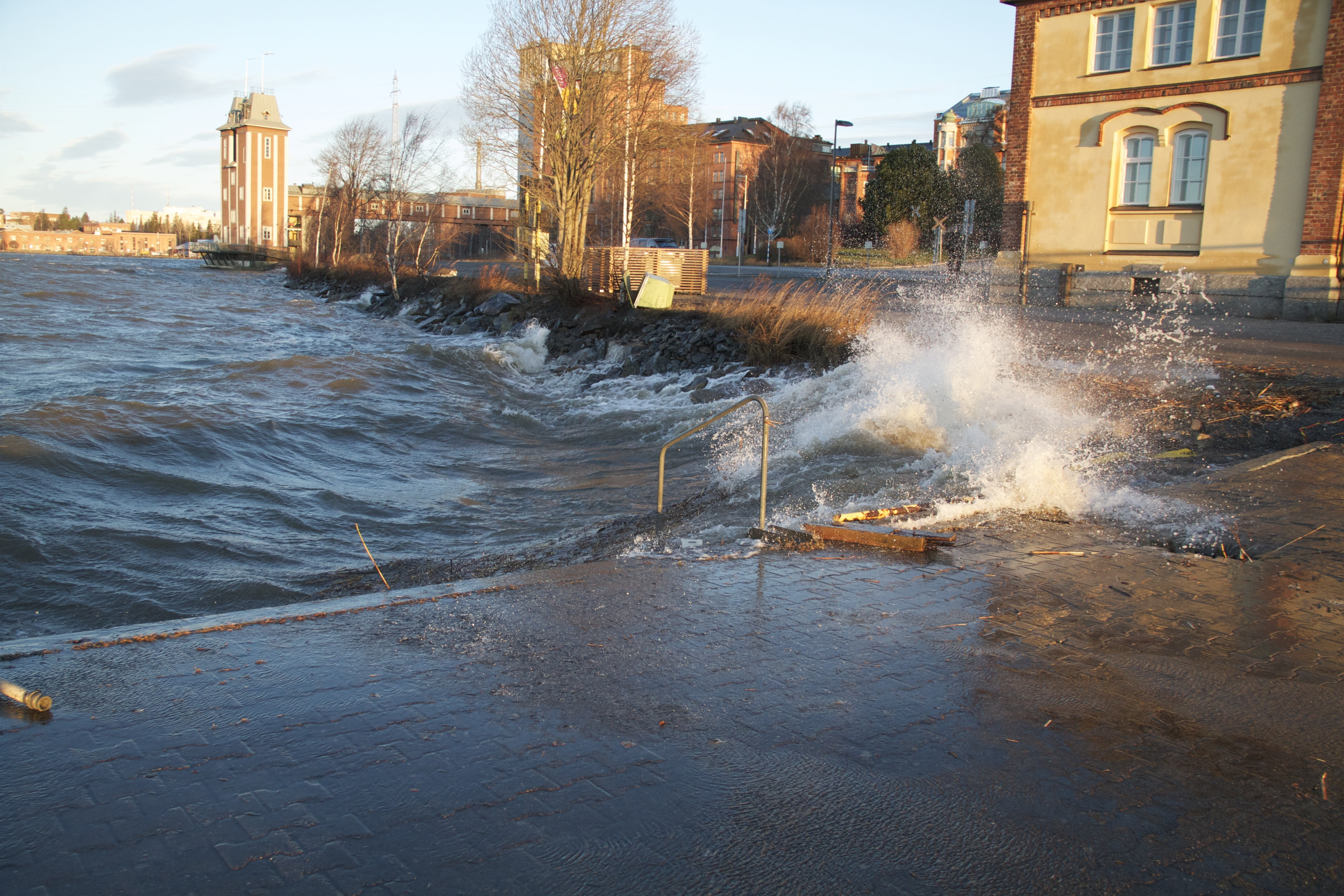
Dagmar piskar upp vågor mot inre hamnen i Vasa.

I Finland var stormen den värsta på tio år. I Kaskö uppmättes medelvind på 28,5 m/s och byar på 35,8 m/s, i Esbo byar på 31,5 m/s. Stormen var kraftigast i de sydvästra delarna av landet och längs sydkusten. Elavbrotten drabbade enligt uppgifter några dagar efter stormen som mest 300 000 hushåll.  Uppskattningsvis 30 000 hushåll var utan elektricitet ännu kvällen den 29 december. Också många basstationer för mobiltelefoni slogs ut, då batterierna är dimensionerade endast för korta elavbrott. Tågtrafiken inställdes och ersattes med bussar på tre sträckor. Jord- och skogsbruksministeriet uppskattar att stormen fällde 3,5 miljoner kubikmeter skog, värd ca 120 miljoner euro. Stormen ledde till diskussion om samhällets sårbarhet och krav på mindre sårbar infrastruktur, till exempel markledningar istället för luftledningar och mindre sårbara telefonnät.
Enligt senare uppgifter av finska Energiateollisuus ry förorsakade Dagmar och en mindre storm ett par dagar senare, innan röjningsarbetet var slutfört, elavbrott för 570 000 kunder. Av dessa får 120 000 ersättningar på sammanlagt närmare 30 miljoner euro. Reparationen av elnätet kostade ungefär 31 miljoner euro. Försäkringsbolagen beräknas vara tvungna att betala ersättningar på ungefär 70 miljoner euro, bland annat för skador på skog.